# Saison 5 de Chicago Fire
Chronologie
Saison 4 Saison 6
Cet article présente les épisodes de la cinquième saison de la série télévisée américaine Chicago Fire.

## Généralités
- Aux États-Unis, la saison a été diffusée du 11 octobre 2016 au 16 mai 2017 sur NBC.
- Au Canada, elle est diffusée soit en simultané ou trois heures à l'avance, sur le réseau Global.

## Distribution

### Acteurs principaux
- Jesse Spencer (VF : Guillaume Lebon) : Lt Matthew Casey
- Taylor Kinney (VF : Thomas Roditi) : Lt Kelly Severide
- Monica Raymund (VF : Anne Dolan) : Gabriela Dawson
- Kara Killmer (VF : Victoria Grosbois) : Sylvie Brett
- Eamonn Walker (VF : Thierry Desroses) : Chef Wallace Boden
- David Eigenberg (VF : Franck Capillery) : Christopher Herrmann
- Yuri Sardarov (VF : Olivier Augrond) : Brian « Otis » Zvonecek
- Joe Minoso (VF : Loic Houdré) : Joe Cruz
- Christian Stolte (VF : Paul Borne) : Randy « Mouch » McHolland
- Miranda Rae Mayo (VF : Charlotte Corréa) : Stella Kidd[1]

### Acteurs récurrents et invités
- La distribution principale de Chicago PD
- La distribution principale de Chicago Med
- La distribution principale de Chicago Justice
- Robyn Coffin (VF : Nathalie Gazdik): Cindy Herrmann, la femme de Christopher Herrmann.
- Scott Elrod : Travis Brenner[2]
- Juan Lozada : James (épisode 6) Beau-fils du Chef Wallace Boden
- Daniel Zacapa (en) : père de Gabriela et Antonio[3]
- Fulvia Vergel : mère de Gabriela et Antonio[3]
- Charlotte Sullivan : Anna Turner, patiente atteinte d'une leucémie[4] (épisode 8)
- America Olivo (VF : Céline Mauge) : Laura Dawson[5] (épisode 12) Ex-femme de Antonio Dawson
- Mia Hulen : Marcy Prescott, remplaçante de Connie
- Kamal Angelo Bolden : Jason Kannell[6] (dès l'épisode 19)
- Kris Bryant et Jake Arrieta (Cubs de Chicago)[7] (épisode 22)
- Mike Tirico (en) (NBC Sports)[7] (épisode 22)

## Liste des épisodes

### Épisode 1:Roman de pompiers
- États-Unis /  Canada : 11 octobre 2016 sur NBC[8] / Global
- Québec : 21 août 2017 sur AddikTV[9]
- France : 4 mars 2018 sur CStar
- Belgique : 30 mars 2018 sur RTL-TVI

- États-Unis : 7,52 millions de téléspectateurs[10] (première diffusion)
- Canada : 1,577 million de téléspectateurs[11] (première diffusion + différé 7 jours)

- Steven R. McQueen (Jimmy Borelli)
- Guy Burnet (Grant Smith)
- Robyn Coffin (Cindy Herrmann)
- Oliver Platt (Dr Daniel Charles)
- Lauren Stamile (Susan Weller)
- Jon Seda (Antonio Dawson)
- Marina Squerciati (officier Kim Burgess)
- Li Jun Li (officier Julie Tay)
- Scott Elrod (Travis Brenner)

Gabriela Dawson et Matt Casey se sont réconciliés et remis ensemble. Après avoir passé la nuit avec Kelly Severide, Stella Kidd apprend, par le docteur Charles, que son ex-mari instable, Grant, s'est échappé du service psychiatrie du Chicago Med et le médecin l'informe également avoir prévenu la police par précaution. En effet, la pompière trouve le bracelet d'hôpital de son ex-mari dans son appartement. L'équipe de la caserne 51 intervient sur un accident qui implique un camion et un bus d'école. Un jeune garçon a la clavicule gauche transpercée, pas loin de sa carotide. Après l'intervention, pendant qu'il fait travailler son équipe sur un exercice, Matt reçoit la visite de Susan Weller qui s'excuse pour son comportement la veille au soir, mais le pompier lui assure avoir oublié ce qui s'est passé et préfère rester concentré sur son métier. Jimmy Borelli demande au chef Wallace Boden de le remettre dans le camion de l'échelle 81, mais ce dernier souhaite y réfléchir.

### Épisode 2:À la petite cuillère
- États-Unis /  Canada : 18 octobre 2016 sur NBC / Global
- Québec : 28 août 2017 sur AddikTV[9]
- France 04 Mars 2018 sur Cstar
- Belgique : 30 mars 2018 sur RTL-TVI

- États-Unis : 7,40 millions de téléspectateurs[12] (première diffusion)
- Canada : 1,481 million de téléspectateurs[13] (première diffusion + différé 7 jours)

- Steven R. McQueen (Jimmy Borelli)
- Guy Burnet (Grant Smith)
- Scott Elrod (Travis Brenner)
- Oliver Platt (Dr. Daniel Charles)
- Nick Gehlfuss (Dr. Will Halstead)

Kelly Severide blesse Grant avec un bout de métal en lui tranchant la carotide et ce dernier est conduit au Chicago Med. Les témoignages du lieutenant du Secours 3, ainsi que de Stella Kidd, permettent à l'agent Crawford d'inculper l'ex-mari de la pompière pour tentative d'homicide, mais cette dernière refuse de porter plainte. Par ailleurs, Kelly informe Gabriela du choix de Stella de ne pas poursuivre le guitariste en justice et l'ambulancière ne comprend pas son attitude. Le conseiller Steven Alderman Dearing vient voir Matt Casey pour l'obliger à approuver un projet en le faisant chanter avec sa prise de position politique pour favoriser l'adoption de Louie par Gabriela Dawson. Stella demande à Grant de signer une demande d'internement volontaire pour l'aider à surmonter son addiction et comme il n'a pas vraiment le choix, ce dernier accepte.

### Épisode 3:Coup de semonce
- États-Unis /  Canada : 25 octobre 2016 sur NBC / Global
- Québec : 4 septembre 2017 sur AddikTV[9]
- France 11 Mars 2018 sur Cstar
- Belgique : 6 avril 2018 sur RTL-TVI

- États-Unis : 6,93 millions de téléspectateurs[14] (première diffusion)
- Canada : 1,418 million de téléspectateurs[15] (première diffusion + différé 7 jours)

- Scott Elrod (Travis Brenner)
- Lauren Stamile (Susan Weller)
- Jon Seda (Antonio Dawson)
- Jess Thigpen (journaliste, Teri Martin)
- Joshua De Jesus (Chris)
- S. Epatha Merkerson (Sharon Goodwin)
- Carl Weathers (Mark Jeffries)

Gabriela Dawson reçoit un appel de Tina de la protection de l'enfance qui envisage de reprendre Louie, car une journaliste lui a posée des questions sur la manière dont l'ambulancière a obtenu la garde du petit garçon. Mais Matt Casey lui promet d'arranger les choses. Kelly Severide se réveille chez Travis Brenner et l'organisateur de soirées lui propose de partir avec lui en tournée de pub pour vodkas dans le monde entier. Wallace Boden apprend à ses subordonnés que Jimmy Borelli va être transféré aux soins de longue durée. L'équipe de la caserne 51 intervient sur un incendie en provenance des égouts, où des gens y sont enfermés. Stella Kidd vient en aide à Chris et parvient à récupérer le sac à dos du jeune homme, mais ce dernier est parti de l'ambulance. Le lieutenant de l'échelle 81 demande l'aide de Susan Weller qui connait la journaliste du Chicago Sun-Times, Teri Martin, au sujet de la remise en question de l'adoption de Louie. De leurs côtés, Sylvie Brett et Mouch continuent l'écriture de leur fiction érotique. Stella découvre que Chris prend un anti-rétrovirale, souffre d'hépatite C et sans traitement, il peut mal finir. L'ambulance 61 sauve un enfant d'une crise cardiaque, aidée par le jeune frère qui a fait le massage cardiaque avant leur arrivée. Stella va voir Antonio pour lui parler du gamin qu'elle a sauvé. Susan Weller a arrangé les choses avec la journaliste du Sun, ainsi qu'avec Steven Alderman Dearing. 

### Épisode 4:Personne d'autre ne mourra aujourd'hui
- États-Unis /  Canada : 1er novembre 2016 sur NBC / Global
- Québec : 11 septembre 2017 sur AddikTV[16]
- France 11 Mars 2018 sur Cstar
- Belgique : 6 avril 2018 sur RTL-TVI

- États-Unis : 6,65 millions de téléspectateurs[17] (première diffusion)
- Canada : 1,479 million de téléspectateurs[18] (première diffusion + différé 7 jours)

- Natalie Alyn Lind (Laurel)
- Raymond McAnally (Ken McGorrey)
- Sam Porretta (Chef Hatcher)
- Amy Morton (Trudy Platt)

Matt Casey se rend dans un entrepôt en tant que conseiller, mais par malheur, un accident se produit : un chariot élévateur perce un réservoir d'acide sulfurique, ce qui provoque un déversement extrêmement dangereux. Malheureusement, l'un des employés de l'entrepôt meurt, baigné dans l'acide et Ken, le père de Laurel, a perdu connaissance en inhalant les vapeurs toxiques du produit. De leurs côtés, Mouch et Sylvie Brett rencontrent un représentant de Firework Publishing, une société d'éditeurs, pour la publication de leur roman érotique, qui leur demande 5 000 dollars de premiers frais. L'ambulance 61 soigne Margot, une personne âgée, représentée par Courtney Jackson, conseillère pour personnes âgées. À l'entrepôt, le lieutenant de l'échelle 81 découvre que Gary, qui devait prévenir les Secours, est aussi mort en baignant dans l'acide. Mais la situation empire lorsque l'acide se dirige vers l'aluminium. Pendant ce temps, Gabriella Dawson discute avec Kelly Severide sur sa dispute avec son compagnon, dont Louie est témoin. Pour la seconde fois, l'ambulance 61 est renvoyée chez Margot qui a refait une chute. Les ambulancières la conduisent au Chicago Med, car elle a fait un AVC, malgré la demande de Jackson qu'elle soit conduite à Northside.

### Épisode 5:J'ai tenu sa main
- États-Unis /  Canada : 15 novembre 2016 sur NBC / Global
- Québec : 18 septembre 2017 sur AddikTV
- Belgique : 13 avril 2018 sur RTL-TVI

- États-Unis : 6,99 millions de téléspectateurs[19] (première diffusion)
- Canada : 1,261 million de téléspectateurs[20] (première diffusion + différé 7 jours)

- Michael Nanfria (Darin Whitney)
- Erin Breen (Lt. Alexa Hubble)
- John Karna (Alan)
- Melissa Ponzio (Donna Robbins)
- David Girolmo (Chef Grimes)
- Amy Morton (Trudy Platt)
- Robyn Coffin (Cindy Herrmann)
- Juan Lozada (James)

En intervenant dans un immeuble en flammes, le Secours 3 sauve Darin Whitney, mais sa femme Kara est coincée dans une pièce au premier étage et encerclée par le feu. Avec l'aide de l'échelle, Matt Casey et Christopher Herrmann parviennent à atteindre la dernière victime, mais malgré leur vitesse d'intervention, le feu se propage plus vite que prévu et Kara est brûlée vive sous leurs yeux. Les pompiers réussissent à l'extraire, mais elle est déjà morte. En retournant sur le sinistre, le lieutenant de l'échelle 81 remarque une ligne de carbonisation. Plus tard dans la nuit, la caserne 51 reçoit la visite de Colleen Marx, la sœur de Kara, qui apprend aux pompiers que la jeune femme brûlée vive voulait faire un break avec son mari en retournant vivre chez sa sœur et est persuadée que l'incendie dont elle a été victime est d'origine criminelle. Matt prévient le service des enquêtes sur les incendies pour leur signaler une ligne de carbonisation dans la maison, confirme les soupçons de Colleen et pense également que l'incendie n'est pas un accident. Les lieutenants de l'échelle 81 et du Secours 3, Kelly Severide, ont un entretien avec le lieutenant Alexa Hubble, du service enquêtes sur les incendies. Le premier soupçonne le mari d'être responsable de l'incendie qui a tué sa femme, mais le second doute de sa culpabilité. L'ambulance 61  prend en charge Alan, un jeune homme qui s'est fait mal au dos en tombant d'un arbre, car il voulait inviter une fille appelée Heather à sortir avec lui. Mais il fait une hématémèse et est conduit au Chicago Med par les ambulancières.

### Épisode 6:Ce jour-là
- États-Unis /  Canada : 22 novembre 2016 sur NBC / Global
- Québec : 25 septembre 2017 sur AddikTV
- Belgique : 13 avril 2018 sur RTL-TVI

- États-Unis : 6,48 millions de téléspectateurs[21] (première diffusion)
- Canada : 1,38 million de téléspectateurs[22] (première diffusion + différé 7 jours)

- Jon Seda (Antonio Dawson)
- Juan Lozada (James)
- Christopher Innvar (Tom Colletti)
- Marlyne Barrett (Maggie Lockwood)
- Sam Porretta (Chef Hatcher)
- Brian Baumgartner (Scott Powers)
- Dan Jessup (Russell Hayes)
- Steve Chikerotis (Chef Walker)
- Michael Nanfria (Darin Whitney)
- Erin Breen (Lt. Alexa Hubble)

Sylve Brett retrouve Antonio Dawson chez lui en petite tenue et finit par coucher avec lui. Le lendemain matin, Wallace Boden et James prennent le petit déjeuner ensemble avec Tom Colletti. Le chef de bataillon 25 invite ensuite son beau-fils à la caserne 51, le présente à ses collègues de travail et annonce qu'il va rester quelque temps pour voir si le métier de pompier peut éventuellement l'intéresser. Pendant une intervention, Matt Casey confie le commandement de l'échelle à Christopher Herrmann pour le mettre au défi. Sur place, une adolescente a un morceau de vitre planté dans le ventre. Alors que l'ambulance 61 s'apprête à rejoindre les pompiers, Gabriela Dawson renverse accidentellement un piéton. Après avoir déposé la victime au Chicago Med qui se trouve dans le coma, l'ambulancière est obligée de passer un test d'alcoolémie qui se révèle négatif, mais le chef Hatcher lui fait aussi passer un test urinaire. Entre le lieutenant de l'échelle 81 et Kelly Severide, il y a de l'eau dans le gaz, car ils ne sont pas d'accord sur les circonstances de la mort de Kana Whitney, la femme du veuf Darin. Scott Powers, l'avocat de Russell Hayes, le fils de l'homme que Gabriella a accidentellement renversé, prend des photos du camion de l'ambulance pour son dossier, car son client veut poursuivre la caserne 51 en justice. Sylvie apprend à sa coéquipière qu'elle a couché avec son frère. Au bureau de Wallace, Kelly apprend par son chef que le service enquêtes sur les incendies a confirmé l'utilisation d'un accélérateur chez les Whitney. Christopher est appelé par le chef Walker qui souhaite s'entretenir avec lui le lendemain. Matt et Gabriela apprennent par Antonio que le père de Russell a un casier, et que la Cour lui a ordonné un traitement médical pour tentative de suicide. De plus, Steve Powers n'est pas au courant de cette histoire, car il ne s'intéresse qu'aux affaires qui attaquent la ville de Chicago. Le père d'Hayes est parti quand le jeune homme avait 10 ans. 8 ans plus tard, il a déposé une plainte pour non-paiement de pensions alimentaires et son nom n'a jamais été mentionné dans le dossier médical de son père.

### Épisode 7:Être là l'un pour l'autre
- États-Unis /  Canada : 29 novembre 2016 sur NBC / Global
- Québec : 2 octobre 2017 sur AddikTV
- Belgique : 20 avril 2018 sur RTL-TVI

- États-Unis : 7,94 millions de téléspectateurs[23](première diffusion)
- Canada : 1,278 million de téléspectateurs[24] (première diffusion + différé 7 jours)

- Jon Seda (Antonio Dawson)
- Juan Lozada (James)
- Lamar Curtis (Todd)
- Daniel Zacapa (Ramón Dawson)
- Fulvia Vergel (Camila Dawson)
- Steve Chikerotis (Chef Walker)

Gabriela Dawson et Matt Casey dînent avec son frère et Sylvie Brett. La semaine à venir, Ramón et Camila, leurs parents, fêtent leur anniversaire de mariage. Dans les vestiaires de la caserne 51, Joey Cruz découvre les contusions sur le corps du jeune James. L'équipe de la caserne 51 est envoyée dans un entrepôt où un jeune garçon est blessé et un autre est pendu par le pied. Joey informe Kelly Severide de ce qu'il a vu sur le corps de James et le lieutenant du Secours 3 va essayer de lui parler discrètement. Le Secours 3, accompagné par le beau-fils de Wallace Boden, intervient sur un accident de voiture. Durant l'intervention, le jeune homme reste paralysé en voyant le compagnon de la conductrice tabasser le chauffard du camion qui a provoqué l'accident. Christopher Herrmann propose à Otis et Stella Kidd de participer à une course de boue pour sponsoriser le Molly's. Kelly fait part des inquiétudes de Joey pour James à Wallace. En passant au Chicago Med après avoir acheté des fleurs pour Gabriela, Matt apprend que le gamin pendu par le pied est mort la nuit passée. 

### Épisode 8:Les 100 ans duMolly's
- États-Unis /  Canada : 6 décembre 2016 sur NBC / Global
- Québec : 9 octobre 2017 sur AddikTV
- Belgique : 20 avril 2018 sur RTL-TVI

- États-Unis : 7,77 millions de téléspectateurs[25](première diffusion)
- Canada : 1,339 million de téléspectateurs[26] (première diffusion + différé 7 jours)

Pendant que Christopher Hermann, Otis et Stella Kidd s'inquiètent pour le chiffre d'affaires du Molly's, le Secours 3 et l'ambulance 61 sont appelés pour une recherche de feu. En effet, le résident d'une maison utilise du butane pour extraire de l'huile de hachiche et en mettant le combustible dans le frigo, il obtient une boîte de produits combustibles. Le frigo explose et le jeune homme est blessé, tandis que Kelly Severide est brûlé au 2d degré sur la nuque. Otis découvre un vieux document qui date du 6 décembre 1916, jour de l'inauguration du Walcott Street Pub. Il propose alors d'organiser une fête pour le 100e anniversaire du Molly's afin de booster le chiffre d'affaires du bar. Tina, de la protection de l'enfance, propose à Gabriella et Matt d'adopter officiellement Louie. L'ambulance 61 est appelée pour venir en aide... à un clown, qui semble s'être assommé tout seul avec une batte de baseball. L'ambulancière découvre que sa coéquipière est coulrophobe, c'est-à-dire qu'elle a la phobie des clowns. En rentrant à la caserne, elle se fait chambrer par ses collègues sur sa phobie. Kelly se rend au Chicago Med et se fait soigner par Clark qui lui apprend que sa brûlure n'est pas grave. Il apprend aussi que le lieutenant du Secours 3 a voulu faire don de sa moelle osseuse, mais n'a pas pu à cause de sa pneumonie. Matt consulte un juge sur la coadoption, mais celui-ci l'informe que cela va être compliqué.
- Il s'agit du 100e épisode de la série.

### Épisode 9:Vieux démons
- Canada : 2 janvier 2017 sur Global[27]
- États-Unis : 3 janvier 2017 sur NBC
- Québec : 16 octobre 2017 sur AddikTV
- Belgique : 27 avril 2018 sur RTL-TVI

- États-Unis : 7,62 millions de téléspectateurs[28] (première diffusion)
- Canada : 1,112 million de téléspectateurs[29] (première diffusion + différé 7 jours)

Après avoir reçu la visite d'André Kiz, le père biologique de Louie hier soir, Matt Casey et Gabriela Dawson sollicitent l'aide de Tina de la protection de l'enfance afin d'en savoir plus sur cet homme et s'assurer de ses affirmations. Pendant ce temps, Kelly Severide apprend par Jeff Clark qu'il peut donner sa mœlle osseuse, car il est du même groupe sanguin qu'Anna et semble décider à faire le don et ce, malgré les avertissements de l'infirmier. Alors que Gabriela fait part de ses inquiétudes à Stella Kidd, l'équipe de la caserne 51 est envoyée dans une usine de bières, où un employé a le bras coincé entre une palette et un tonneau. Le lieutenant du Secours 3 se blesse le bras en sauvant un de ses collègues pas loin de se faire écraser. Après l'intervention, l'échelle 81 récupère une table de ping-pong. L'ambulancière découvre qu'André est bel et bien le père biologique de Louie, par le biais de Tina. Matt et elle demandent ensuite l'avis d'une avocate spécialisée dans l'enfance. Kelly fait la rencontre d'Anna et se découvre des points communs avec la jeune femme. L'ambulance 61 s'occupe de Gérald, un SDF, mais Gabriela se fait accidentellement frapper par ce dernier. Après avoir conduit l'homme au Chicago Med, elle se confie à Sylvie Brett. Sa coéquipière lui apprend qu'elle a aussi été adoptée et lui conseille de tendre la main à André.

### Épisode 10:Les Rencontres
- États-Unis /  Canada : 17 janvier 2017 sur NBC / Global
- Québec : 23 octobre 2017 sur AddikTV
- Belgique : 27 avril 2018 sur RTL-TVI

- États-Unis : 7,15 millions de téléspectateurs[30] (première diffusion)
- Canada : 1,246 million de téléspectateurs[31] (première diffusion + différé 7 jours)

Alors que Jeff Clarke passe voir Kelly Severide à la caserne 51 pour le don de mœlle osseuse, l'équipe est envoyée sur un incendie dans une grande maison. Malheureusement, le lieutenant du Secours 3 fait une mauvaise chute en sautant du 2d étage. Conduit au Chicago Med par Gabriela Dawson et Sylvie Brett et pris en charge par Jeff, ce dernier apprend à ses collègues qu'il ne souffre pas de paralysie. Stella Kidd se propose de rester pour garder un œil sur lui, pendant que les autres retournent à la caserne. Matt Casey et sa femme reçoivent la visite d'André qui les informe que l'armée l'a rappelé pour une excursion en Afghanistan et qu'il va renoncer à ses droits parentaux pour Louie en leur faveur. Au Chicago Med, Kelly est réveillé, mais Stella lui apprend qu'il souffre de commotions, quelques ecchymoses, mais rien de grave et la pompière informe le capitaine Wallace Boden de la bonne nouvelle. De son côté, Sylvie s'entraîne à jouer aux échecs pour se rapprocher de Diego, le fils d'Antonio. À cause des hématomes sur son bassin, le lieutenant du Secours 3 n'est plus apte pour le don. Plus tard, Gabriela et Matt lui rendent visite et l'ambulancière lui apprend que c'est à cause de la douleur que la péridurale ne peut pas se faire. Malgré les réticences de Sharon Goodwin, il est bien décidé à faire le don de sa mœlle osseuse. Le couple mange ensuite dans une pizzeria avec Louie en compagnie d'André et des parents de ce dernier. 

### Épisode 11:Qui vit, qui meurt?
- États-Unis /  Canada : 24 janvier 2017 sur NBC / Global
- Belgique : 4 mai 2018 sur RTL-TVI

- États-Unis : 7,38 millions de téléspectateurs[32] (première diffusion)
- Canada : 1,453 million de téléspectateurs[33] (première diffusion + différé 7 jours)

Matt Casey continue de ranger des affaires que Louie a oubliées chez eux. À la caserne 51, les pompiers découvrent être envahis de rats et le lieutenant de l'échelle 81 ordonne à ses hommes de procéder au nettoyage de la cuisine et des parties communes. L'ambulance 61 vient en aide à Darla Thompson, une jeune lycéenne en visite scolaire qui découvre... qu'elle est enceinte et souffre de contractions. Les ambulancières aident la jeune fille à mettre son bébé au monde, puis la conduisent à l'hôpital. Mais le père de Darla débarque sur le lieu et n'est pas ravi d'apprendre que sa fille a eu un bébé, en plus d'être grand-père. Kelly Severide rend visite à Anna et se rapproche de plus en plus d'elle. L'équipe de la caserne 51 est ensuite appelée pour un feu de structure. Une des victimes a la jambe coincée et menace le lieutenant de l'échelle 81 avec un pistolet, mais le pompier sauve une femme et sa fille. Une fois l'incendie éteint, Kelly et lui retournent dans le sinistre et le second découvre que l'homme qui l'a menacé a disparu. Le lieutenant du Secours 3 l'informe n'avoir trouvé aucune trace de l'individu dans le sinistre.

### Épisode 12:Les Pions du système
- États-Unis /  Canada : 7 février 2017 sur NBC / Global
- Belgique : 4 mai 2018 sur RTL-TVI

- États-Unis : 6,87 millions de téléspectateurs[34] (première diffusion)
- Canada : 1,34 million de téléspectateurs[35] (première diffusion + différé 7 jours)

Alors que Matt Casey et Gabriela Dawson font des courses dans un supermarché, l'homme qui a menacé le pompier d'une arme discute avec l'ambulancière. En découvrant sa brûlure au bras droit et lorsque ce dernier sait qu'elle travaille pour la caserne 51, ils passent voir son frère Antonio pour lui demander d'enquêter sur l'individu. Devant aller travailler, Sylvie Brett lui propose d'aller chercher son fils Diego chez sa mère, puis passer du temps avec lui en attendant son retour. L'ambulance 61 est appelée pour venir en aide à un homme blessé. Les deux ambulancières découvrent qu'il s'agit de Denton, le propriétaire de l'immeuble qui a brûlé, mais malheureusement, il est déjà mort. La caserne 51 reçoit la visite d'un vieil ami de Benny, Dennis Mack, chef de district à Springfield. Jay Halstead a identifié l'homme qui a menacé Matt et tué Denton : Eddie Owens, fabricant d'une bombe artisanale qu'il a voulu faire exploser devant un bâtiment fédéral au Texas, mais ne s'est pas produit. Malheureusement pour Sylvie, les choses se compliquent pour elle quand Laura, l'ex-femme d'Antonio et mère de Diego, passe prendre son fils à la caserne et s'en prend à l'ambulancière. Le capitaine Wallace Boden demande à ses hommes de trouver des preuves qui permettent à la police de Chicago de coincer le suspect. Carly, une des résidentes de l'immeuble incendié, confie à Gabriela qu'elle a bien vu l'homme lors de l'incendie, mais n'a rien dit à la police, car ce dernier les a menacées, sa fille et elle. À la suite des menaces de ce dangereux individu, le capitaine décide de mettre la caserne 51 hors service jusqu'à nouvel ordre, car elle est prise pour cible. Mais l'équipe souhaite quand même intervenir sur une fuite de gaz dans une maison où elle a été appelée.

### Épisode 13:Calomnie
- Canada : 13 février 2017 sur Global
- États-Unis : 14 février 2017 sur NBC
- Belgique : 11 mai 2018 sur RTL-TVI

- États-Unis : 6,77 millions de téléspectateurs[36] (première diffusion)

Au Molly's, alors que le bar est fermé, Christopher Herrmann rencontre un homme qui souhaiterait lui emprunter 200 dollars pour s'acheter un costume, car il a un entretien d'embauche dans une banque le lendemain. Lorsque ce dernier lui apprend qu'il souhaite travailler pour se payer un logement et voir plus souvent sa fille, le pompier accepte de faire un geste. Mais le lendemain, ses collègues se moquent de lui, car ces derniers pensent qu'il s'est fait rouler dans la farine. Alors que Kelly Severide parle à Stella Kidd de l'offre proposée par Dennis Mack, l'échelle 81, l'ambulance 61 et le bataillon 25 sont envoyés sur un accident de circulation. Alors que les hommes de Jim Anderson effectuent un levage pour évacuer une victime coincée dans une voiture, une sangle se détache d'un tuyau. Wallace Boden ordonne à ses hommes de l'immobiliser pour permettre à ceux de son collègue de finir leur travail. Le chef invite Mouch, Trudy Platt, Christopher et Cindy à la soirée de Kenny Folwell et ils acceptent. Kelly demande l'avis de Stella au sujet de l'offre et la pompière pense que c'est une mauvaise idée. Mais le lieutenant du Secours 3 compte visiter le lieu pour voir ce qu'on lui propose. L'ambulance 61 est appelée pour une femme en détresse dans une entreprise qui fait une fête. D'abord en tachycardie, la naloxone la réveille, puis elle fait un arythmie cardiaque. Comme la victime a pris du speedball, les ambulancières lui font une cardioversion électrique, puis l'emmènent à l'hôpital. Wallace reçoit la visite surprise du chef Jim et, selon lui, il aurait colporté des rumeurs à son égard, ce qu'il nie. Le lieutenant du Secours 3 se rend à la caserne de Springfield voir ce qu'il en est. 

### Épisode 14:Le Purgatoire
- Canada : 20 février 2017 sur Global
- États-Unis : 21 février 2017 sur NBC
- Belgique : 11 mai 2018 sur RTL-TVI

- États-Unis : 7,16 millions de téléspectateurs[37] (première diffusion)
- Canada : 1,188 million de téléspectateurs[38] (première diffusion + différé 7 jours)

Après l'annonce de leurs nouvelles affectations par le député-chef du district Jim Anderson, les pompiers de la caserne 51 ont bien du mal à s'adapter à leur nouvel environnement. Même chose pour Wallace Boden, Kelly Severide, Matt Casey et Gabriela Dawson qui ont également du mal à s'adapter à leurs nouveaux collègues de travail. Lors d'une intervention, les deux lieutenants s'aperçoivent que leurs protégés sont des débutants. Wallace parle du problème des affectations à Hatcher et aux autres, mais Jim a anticipé et refuse de changer quoi que ce soit. Le chef de bataillon 25 contraint ses trois subordonnés de faire connaissance avec leurs nouveaux collègues. De son côté, Stella Kidd tient tête à son chef de la caserne 27, Dipton, mais ce dernier l'incite à nettoyer à la place de Missy, la stagiaire. 

### Épisode 15:Piège mortel
- États-Unis /  Canada : 1er mars 2017 sur NBC[39] / Global
- Belgique : 23 novembre 2018 sur RTL-TVI

- États-Unis : 9,01 millions de téléspectateurs[40] (première diffusion)
- Canada : 1,391 million de téléspectateurs[41] (première diffusion + différé 7 jours)

En apprenant que le Chicago Med recherche un(e) puériculteur(trice), Kelly Severide souhaiterait proposer les services de sa compagne, Anna. Mais le poste semble déjà pourvu. Dans la nuit, l'équipe de la caserne 51 intervient sur un incendie périlleux : un entrepôt qui sert de boite de nuit à des jeunes fêtard(e)s. Le feu continue à gagner du terrain et les pompiers reçoivent des renforts. Lors d'un sauvetage, Mouch se blesse à cause de l'effondrement d'une mezzanine. Alvin Olinsky arrive sur le lieu du feu et apprend à Wallace Boden que sa fille Lexi est à l'intérieur de l'entrepôt. Comme il n'a aucune blessure grave, le pompier de l'échelle 81 préfère se faire soigner à la caserne en voyant le nombre de patients arrivés aux urgences. Accompagné de Kelly, le chef de bataillon 25 part à la recherche de la jeune fille. Ils finissent par la secourir, puis Gabriela Dawson et Sylvie Brett la conduisent, ainsi que les autres victimes au Chicago Med. Hélas, elle est brûlée sur 60% de son corps et son état semble critique. Une des jeunes filles de l'incendie culpabilise d'avoir sauvé sa vie sans en secourir une autre, mais Mouch la réconforte en lui prenant la main et la serre dans ses bras.

### Épisode 16:Prise d'otage
- États-Unis /  Canada : 21 mars 2017 sur NBC / Global
- Belgique : 23 novembre 2018 sur RTL-TVI

- États-Unis : 7,21 millions de téléspectateurs[42] (première diffusion)
- Canada : 978 000 téléspectateurs[43] (première diffusion + différé 7 jours)

Alors que l'ambulance 61 vient en aide à un homme blessé par balle à la jambe gauche, près de la caserne 51, des coups de feu retentissent et quatre membres d'un gang, dont l'un d'eux est blessé, s'y incrustent en menaçant les pompiers avec un pistolet. L'un des quatre hommes pointe son arme sur Stella Kidd qui va chercher de quoi soigner la blessure du camarade de ce dernier. Alors que les pompiers sont pris en otage, Christopher Hermann se sent mal. Kelly Severide, qui a échappé au gang, cherche un moyen de sauver ses collègues. Après avoir prévenu le central de la prise d'otage et alors que les ambulancières allaient rentrer à la caserne, Matt Casey accourt pour les prévenir de ne pas revenir, mais se fait tirer dessus. Le lieutenant du Secours 3 tente de maîtriser un des membres du gang, mais leur leader le menace d'une arme. JB aide Stella à soigner Aki. La police de la ville, ainsi que la S.W.A.T arrivent devant la caserne. Stella frappe un des membres qui menace sa famille, mais celui-ci l'assomme. 

### Épisode 17:Le Syndrome du héros
- États-Unis /  Canada : 28 mars 2017 sur NBC / Global
- Belgique : 30 novembre 2018 sur RTL-TVI

- États-Unis : 6,68 millions de téléspectateurs[44] (première diffusion)
- Canada : 981 000 téléspectateurs[45] (première diffusion + différé 7 jours)

Christopher Hermann aimerait inscrire le Molly's au marathon de la bière qui se déroulera à Chicago. Il en parle à Otis, mais celui-ci est contre l'idée. Un certain Shotman sollicite Matt Casey pour un problème et le pompier lui demande de lui écrire une lettre. Pendant ce temps, le Secours 3 et l'ambulance 61 interviennent sur un accident de la route. Une femme est blessée à la tête, son fils a des côtes fracturées, mais sa petite fille a disparu. Le bébé est finalement retrouvé dans une bouche d'égouts et la petite famille est conduite à l'hôpital par les ambulancières. En retournant sur le lieu de l'accident, des débris de pierre sont trouvés sur la route, près du pont. Gabriella Dawson pense que quelqu'un a provoqué volontairement l'accident. L'ambulance 61 ramène Gérald au Chicago Med qui se plaint de douleurs à la poitrine. Mais sur place, l'ambulancière recroise le motard qui a prévenu pour le premier accident. Elle donne la description de l'individu à l'inspecteur Rozyn, et le Dr Charles pense que celui-ci souffre du syndrome du héros. Gabriella est maintenant persuadée que ce motard a provoqué l'accident et pris le bébé pour le mettre dans la bouche d'égout pour se considérer comme un héros. Malgré l'avertissement d'Otis, Christopher inscrit quand même le Molly's au marathon de la bière. Matt Casey se rend chez l'habitant qui se plaint des travaux effectués par des hommes de chantier près de chez lui, et que leurs toilettes se trouvent à la fenêtre de sa chambre. Le pompier de l'échelle 81 tente de discuter avec le chef de chantier, mais en vain.

### Épisode 18:Le Poids des mots
- États-Unis /  Canada : 4 avril 2017 sur NBC / Global
- Belgique : 30 novembre 2018 sur RTL-TVI

- États-Unis : 6,29 millions de téléspectateurs[46] (première diffusion)
- Canada : 1,093 million de téléspectateurs[47] (première diffusion + différé 7 jours)

Kelly Severide reçoit un appel de Trudy Platt de l'unité des renseignements et est stupéfait de voir son père Benny avoir été placé en garde à vue, pour avoir agressé verbalement trois policiers en fin de service. En allant au travail en voiture, Matt Casey et Gabriella Dawson passent à côté d'une maison, où un trafic de drogue se déroule. À la caserne 51, les ambulancières accueillent un stagiaire, Harris Thornton. L'équipe est ensuite envoyée pour secourir un agent de nettoyage, dont la main est coincée sur une porte verrouillée. Après l'intervention, Matt et ses hommes repassent à cette même maison, puis découvrent un enfant enfermé dans une voiture. Le lieutenant de l'échelle 81 informe Wallace Boden de ce qu'il a vu, qui va contacter la police. Cindy, la femme de Christopher Hermann, apprend à son mari que son fils ainé, Lee Henry, est exclu de l'école, parce qu'il a refusé de faire le serment d'allégeance. Mais lors d'une intervention avec l'ambulance 61, le stagiaire casse les côtes d'un cuisinier en pleine crise cardiaque en lui faisant un massage cardiaque. Le lieutenant de l'échelle 81 fait appel à Alvin Olinsky pour enquêter sur la maison, où de la drogue est vendue. Lee Henry se fait sermonner par son père. Gabriella et Sylvie couvrent la bêtise de leur stagiaire en mentant au lieutenant Hatcher. Cindy et Christopher se rendent à l'école de leur fils pour s'excuser auprès du proviseur pour le comportement de leur aîné, mais celui-ci affirme que Lee Henry a la même conduite que son père, que le second défend sans hésiter.

### Épisode 19:Perpétuer leur œuvre
- États-Unis /  Canada : 25 avril 2017 sur NBC / Global
- Belgique : 7 décembre 2018 sur RTL-TVI

- États-Unis : 6,91 millions de téléspectateurs[48] (première diffusion)
- Canada : 1,375 million de téléspectateurs[49] (première diffusion + différé 7 jours)

Pendant que les ambulancières Gabriela Dawson et Sylvie Brett passent le stage de remise à niveau, Connie fait son retour à la caserne 51 après des semaines de vacances et découvre Marcy, la jeune femme qui la remplaçait pendant son absence. De son côté, Kelly Severide essaye de recontacter Anna, mais en vain. Le Secours 3 intervient sur un véhicule accidenté, mais arrivé sur le lieu, leur camion tombe en panne. Malgré ce problème, le lieutenant du Secours 3 et ses hommes réussissent à sauver le conducteur. Otis, Stella Kidd et Christopher Herrmann parient sur le nombre de jours où Marcy va rester à la caserne. En attendant le retour du Secours 3, le Secours 6 prend le relais et Matt Casey retrouve son vieil ami : Jason Kannel. Le lieutenant du Secours 3 se rend au Chicago Med pour essayer de trouver Anna, mais une des infirmières lui apprend qu'elle a pris des congés. L'échelle 81 et l'ambulance 67 secourent un homme qui souffre du syndrome d'écrasement, car il s'est coincé dans un bain de béton. Pour le calmer, les pompiers de l'échelle 81 lui envoient la lumière de la torche située sur leur casque pour le distraire pendant qu'ils le libèrent. Plus tard, le Secours 3 revient à la caserne et Kelly parle d'Anna à Stella. De leurs côtés, Gabriela et Sylvie passent l'examen de leur remise à niveau. Kelly finit par retrouver Anna chez son père, mais la jeune femme a une mauvaise nouvelle à lui apprendre : son taux de lymphocyte est tellement élevé qu'il a explosé. Le cancer a atteint ses os, se répand sur tout son corps et elle ignore combien de temps il lui reste à vivre. Au lieu de la traiter, ses médecins lui conseillent le repos. Le lieutenant du Secours 3 lui conseille de continuer à se battre, mais elle n'en a plus la force. Le lendemain, le père d'Anna retrouve le pompier et lui demande de ne pas abandonner celle qu'il aime. 

### Épisode 20:Emporte-moi
- États-Unis /  Canada : 2 mai 2017 sur NBC / Global
- Belgique : 7 décembre 2018 sur RTL-TVI

- États-Unis : 6,08 millions de téléspectateurs[50] (première diffusion)

De nouveau atteinte par le cancer qui a attaqué ses os, Anna, la compagne de Kelly Severide, est de nouveau hospitalisée. De leurs côtés, Matt Casey et Wallace Boden prennent des mesures drastiques pour aider Jason Kannell. Le lieutenant du Secours 3 sauve la vie d'une personne âgée lors d'un incendie qui se produit dans sa maison, mais cette dernière refuse de changer d'endroit. Le lieutenant de l'échelle 81 annonce la bonne nouvelle à son ami en lui disant qu'il est mis hors de cause dans l'accident qui a tué deux pompiers, mais Jason ne veut plus continuer le métier. Joey Cruz et Otis se sont enfin trouvés une colocataire pour leur appartement : Sylvie Brett. Cette dernière est appelée, avec Gabriela Dawson, pour aider une jeune fille qui souffre d'une décapitation interne.

### Épisode 21:Soixante jours
- États-Unis /  Canada : 9 mai 2017 sur NBC / Global
- Belgique : 14 décembre 2018 sur RTL-TVI

- États-Unis : 5,92 millions de téléspectateurs[51] (première diffusion)
- Canada : 946 000 téléspectateurs[52] (première diffusion + différé 7 jours)

James Kannel travaille désormais pour le Secours 3 sous les ordres de Kelly Severide. De son côté, Joey Cruz apprend par Wallace Boden qu'il est poursuivi pour conduite répréhensible, car il a déclenché une bagarre au bar où il travaillait comme videur. Le pompier du Secours 3 risque une mise à pied, voire un renvoi définitif. Le lieutenant du Secours 3 et ses hommes secourent un électricien suspendu dans le vide sur le toit d'un stade de l'équipe de football américain de Chicago. Mouch reçoit la visite de son vieil ami, Nick Porter, qui travaille comme vendeur de détecteurs de gaz chez KW6. Ce dernier lui propose de travailler avec lui un jour, mais le pompier de l'échelle 81 n'envisage pas de partir de la caserne pour l'instant. Joey informe Mouch que le Département des pompiers l'a appelé et qu'il risque 60 jours de suspension sans salaire. Gabriela Dawson est surprise de voir son père à la caserne. Pendant ce temps, Matt Casey se fait discréditer à la télévision par un de ses confrères du Conseil municipal, Mark Blakeslee. Kelly réprimande Joey de ne pas l'avoir informé sur les charges qui pèsent sur son subordonné. Mouch tente de joindre son ami Jerry du syndicat, mais celui-ci ne décroche pas. L'ambulance 61 est appelée pour un examen de contrôle. Un homme s'est mordu la langue et cela l'a gangrenée. Mouch se rend chez le nouveau conseiller juridique pour solliciter son aide concernant son collègue, mais ce dernier envisage de mener une enquête approfondie. 

### Épisode 22:Dos au mur
- États-Unis /  Canada : 16 mai 2017 sur NBC / Global
- Belgique : 14 décembre 2018 sur RTL-TVI

- États-Unis : 6,3 millions de téléspectateurs[53] (première diffusion)
- Canada : 1,008 million de téléspectateurs[54] (première diffusion + différé 7 jours)

Lors d'un meeting, Matt Casey se fait conspuer par ses électeurs à la suite du discours de Mark Blakeslee. Et comme si cela ne suffisait pas, la présence de Ramon, le père de Gabriela, chez lui créé des tensions dans son couple. Mouch essaie d'arranger les choses avec Joey Cruz, mais le pompier du Secours 3 lui en veut de ne pas l'avoir assez défendu pour éviter sa suspension de 60 jours. L'échelle 81 et l'ambulance 61 sont envoyées sur un véhicule accidenté. Christopher Herrmann sauve un petit garçon coincé dans la voiture et apprend que ce dernier est un fan de l'équipe de baseball des Cups, tout comme lui. L'ambulance 61 vient en aide à un homme... qui se blesse le dos en se fouettant lui-même. Joey appelle son frère Léon pour son inscription à la fac, à la suite de sa suspension. Nick Porter réitère son offre de travail à Mouch qui semble en plein doute. Christopher rend visite au petit garçon de l'accident à l'hôpital, lui offre une casquette de son équipe, mais celui-ci fait une réaction allergique à un produit et l'une des infirmières le stabilise. Il soudoie un agent de sécurité du stade de baseball pour lui demander un service. Au Mollly's, Joey ne démord pas sur son attitude vis-à-vis de Mouch. Alors que Mark et Matt semblent arriver à un compromis, Ramon fiche tout en l'air en rabaissant le premier conseiller municipal. Mouch hésite entre continuer le métier de pompier, travailler pour son ami Porter ou prendre sa retraite. 